# 蒯光典
蒯光典（1857年—1910年），字禮卿、理卿，號季述，安徽省廬州府合肥縣（今安徽省合肥市）人，清朝政治人物、同進士出身。蒯德模之子。

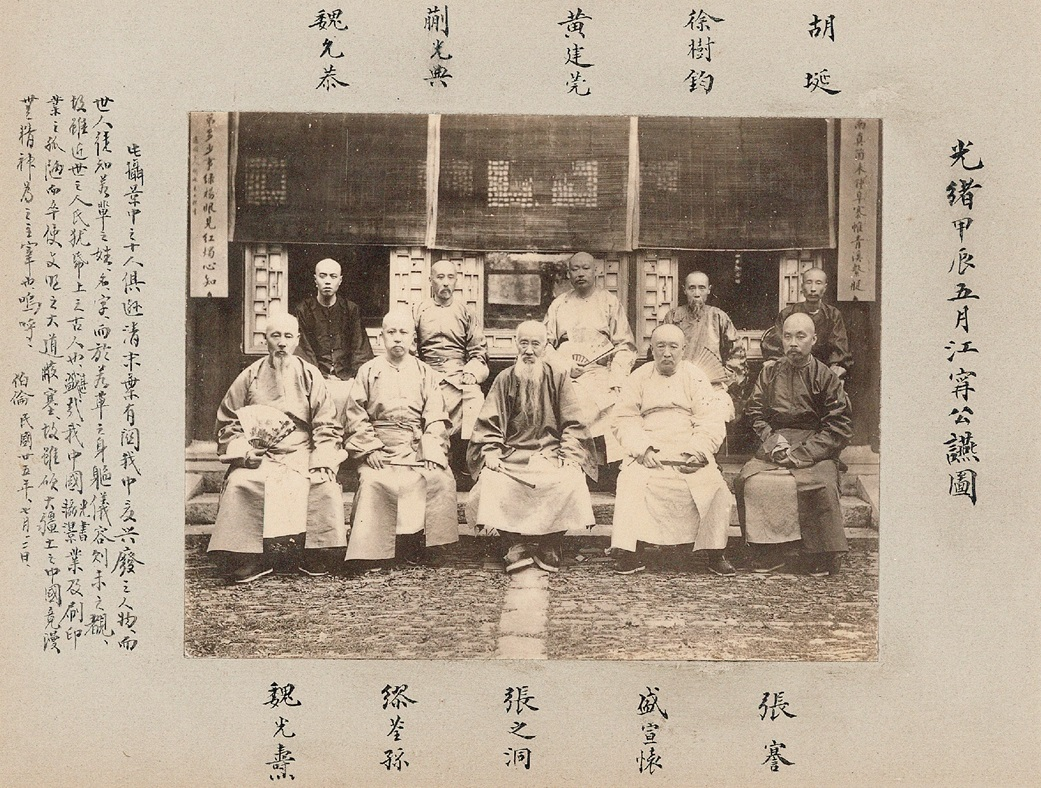
張謇、盛宣懷、張之洞、繆荃孫、魏光燾、胡埏、徐樹鈞、黃建莞、蒯光典、魏允恭，光緒甲辰江寧公燕圖

早年隨父在江南，善於學習。光緒九年（1883年）中进士，选翰林院庶吉士，授檢討，此後負責貴州鄉試，后擔任總督劉坤一的主尊經書院講席，后由張之洞聘為兩湖書院監督。光緒二十四年，任創辦江寧高等學堂。光緒三十二年（1906年），出任淮揚海道，此後治理當地官員。光緒三十四年（1908年），赴歐洲監督留學生，因與學生衝突，辭職歸國，此後充任京師督學局長。